# Akunuv
Akunuv (Ketupa leucosticta) är en fågel i familjen ugglor inom ordningen ugglefåglar.

## Utseende och läte
Akunuven är en rätt liten uv. Den har tydligt ljus buk med stora mörka fläckar, brungrått i ansikte och på ryggen, gula ögon och tvärbandad stjärt. Bland lätena hörs mjuka stön, en kort stigande eller fallande vissling och korta drillar. Lätena kan likna andra uvar i utbredningsområdet, men den ljusa undersidan med tydliga fläckar är unik.

## Utbredning och systematik
Fågeln förekommer från Sierra Leone och Liberia till Kamerun, Kongo-Kinshasa och nordvästra Angola. Den behandlas som monotypisk, det vill säga att den inte delas in i några underarter.

### Släktestillhörighet
Arten placeras traditionellt i Bubo, men flera genetiska studier visar arterna i släktet inte står varandra närmast. Akunuven med släktingar förs därför allt oftare, som här, till fiskuvarna i släktet Ketupa.

## Levnadssätt
Akunuven hittas i låglänta skogar. Där lever den av insekter som den fångar genom utfall från en sittplats nära en glänta i skogen.

## Status och hot
Arten har ett stort utbredningsområde, men tros minska i antal, dock inte tillräckligt kraftigt för att den ska betraktas som hotad. Internationella naturvårdsunionen IUCN listar arten som livskraftig (LC).